# Trzebieńczyce (gromada)
Trzebieńczyce (do 28 II 1956 Zator) – dawna gromada (najmniejsza jednostka podziału terytorialnego Polskiej Rzeczypospolitej Ludowej w latach 1954–72) z siedzibą GRN w Trzebieńczycach.
Gromady, z gromadzkimi radami narodowymi (GRN) jako organami władzy najniższego stopnia na wsi, funkcjonowały od reformy reorganizującej administrację wiejską przeprowadzonej jesienią 1954 do momentu ich zniesienia z dniem 1 stycznia 1973, tym samym wypierając organizację gminną w latach 1954–1972.
Gromadę Trzebieńczyce z siedzibą GRN w Trzebieńczycach utworzono 29 lutego 1956 roku w powiecie oświęcimskim w woj. krakowskim w związku z przeniesieniem siedziby GRN gromady Zator z Zatora do Trzebieńczyc i przemianowaniem jednostki na gromada Trzebieńczyce.
Gromadę zniesiono 1 stycznia 1958, a jej obszar włączono do nowo utworzonej gromady Zator.